# Let Go (Central Cee)
Let Go è un singolo del rapper britannico Central Cee, pubblicato il 15 dicembre 2022.

## Descrizione
Il brano contiene un campionamento di Let Her Go del cantautore britannico Passenger (2012).

## Tracce
Testi di Oakley Caesar-Su, musiche di Nastylgia.
1. Let Go – 2:54